# Monocerotesa abraxides
Monocerotesa abraxides là một loài bướm đêm trong họ Geometridae.